# Ferdinando Paër
Ferdinando Paër est un compositeur italien, né le 1er juillet 1771 à Parme et mort le 3 mai 1839 à Paris. Avec Simon Mayr, il est l'un des principaux représentants de la génération de compositeurs qui domine la scène lyrique italienne entre la mort de Cimarosa et la retraite de Paisiello, et l'avènement de Rossini.

## Biographie
Né à Parme, fils d'un corniste professionnel, Paër étudie la musique avec son père, puis auprès du maître de chapelle de la cour de Parme, Gian Francesco Fortunati, avant d'aller à Naples au Conservatorio della Pietà de' Turchini, sous la direction du violoniste Gasparo Ghiretti, qui enseigne également la composition à Niccolò Paganini. Il débute au théâtre dans sa ville natale avec un drame français en prose avec musique, Orphée et Eurydice (1791). Son premier opéra italien, Circe, est donné à Venise durant le carnaval de 1792. La même année, il est nommé maître de chapelle honoraire à Parme. Plusieurs autres opéras suivent rapidement et sa réputation est bientôt établie dans l'ensemble de l'Italie, où il donne des opéras à Padoue (Cinna, 1795), Venise, Milan et Florence (Idomeneo, 1794).
En 1797, Paër va à Vienne, où sa future femme, la cantatrice Francesca Riccardi, vient d'être engagée, et il devient directeur musical du Kärntnertortheater, poste qu'il occupe jusqu'en 1801. Il compose plusieurs opéras, certains donnés en Italie (Griselda, Parme, 1798), d'autres en Autriche, parmi lesquels Camilla ossia il Sotteraneo  (Vienne, 1799) issu de Camille ou le Souterrain dont la musique est de Dalayrac, qui est un triomphe, et Achille (1801). Marie-Louise d'Autriche est son élève de musique à Vienne. Il lui dédie une sonate.
Après un bref séjour à Prague, il est nommé, en 1802, compositeur du théâtre de la cour à Dresde, tandis que sa femme y est engagée comme chanteuse et, en 1804, l'Électeur Frédéric-Auguste le nomme maître de chapelle à vie auprès de la cour de Saxe (Hofkapellmeister). Il donne alors son opéra Leonora (1804) sur le même sujet que le Fidelio de Beethoven, composé à la même époque.
En 1807 ou 1806, Napoléon Ier, de passage à Dresde, s'enthousiasme pour Paër après avoir entendu une représentation de son Achille et l'emmene avec lui d'abord à Posen et à Varsovie, puis à Paris, où il le nomme « maître de chapelle de la cour de Sa Majesté Impériale » aux appointements de 28 000 francs par an. Paër devient également directeur de l'Opéra-Comique puis, en 1812, il succède à Spontini comme directeur du Théâtre italien de Paris.
En 1809, Paër compose pour un théâtre privé de Parme son opéra le plus célèbre, Agnese, opera semiseria en deux actes qui met en scène la folie humaine. L’action se déroule presque entièrement dans un asile d'aliénés, où est enfermé le protagoniste Uberto, devenu fou lorsque sa fille Agnese l’a abandonné pour s’enfuir avec son amant Ernesto. Dans cet opéra, les scènes de folie sont très intenses. Elles s’inspirent de la Nina de Paisiello et anticipent de vingt ans les célèbres scènes de folie d’Il pirata, des Puritani et, bien sûr, de Lucia di Lammermoor. Agnese impressionne beaucoup les critiques et les musiciens de l’époque, tels que Berlioz, Chopin, Castil-Blaze, et influence profondément la nouvelle génération de compositeurs d’opéra. Cependant, certains sont même choqués par le sujet : Stendhal, par exemple, déclare frissonner d'horreur en voyant cet opéra, qui d’après lui traite de manière trop crue et réaliste le sujet de la folie humaine. L'ouvrage possède toutefois un final heureux, car l’amour d’Agnese, retournée repentie chez son père, sauve Uberto et l’aide à guérir… Agnese a un succès extraordinaire et est représenté dans le monde entier jusqu'aux années 1840.
Avec la Restauration, Paër n'est pas inquiété : non seulement il conserve son poste au Théâtre italien jusqu'en 1818, mais il le reprend de 1819 à 1824, puis, après l'avoir cédé pendant deux ans à Rossini, à partir de 1826. C'est à la même époque qu'il donne des leçons de composition musicale au jeune Franz Liszt (1824). Il est nommé compositeur de la chambre du Roi et directeur de l'orchestre particulier du duc d'Orléans. Aucun de ses opéras parisiens (La Marquise de Brinvilliers, Opéra-Comique, 1831 ; Un Caprice de femme, Opéra-Comique, 1832) n'a toutefois de succès.
Avec l'avènement de la monarchie de Juillet, il est élu membre de l'Académie des beaux-arts en 1831 et nommé maître de chapelle du roi Louis-Philippe en 1832. Il enseigne ensuite au Conservatoire de 1834 à 1837. Il meurt à Paris à l'âge de 67 ans.

## Œuvres
Paër a composé au total 55 opéras, dans un style proche de celui de Paisiello. Il a également composé de la musique sacrée, des cantates, des chansons et quelques pièces de musique de chambre.
Principaux opéras
- Griselda (1798)
- Camilla (1799)
- Achille (1801)
- I fuorusciti di Firenze (1802)
- Sargino (1803)
- Leonora (1804)
- Agnese (1809)
- Didone abbandonata (1811)
- La primavera felice (1816)
- Le Maitre de chapelle (1821)
- Blanche de Provence ou la Cour des fées,  opéra en 3 actes, livret d'Emmanuel Théaulon et de De Rancé, musique de Henri-Montan Berton, François-Adrien Boïeldieu, Luigi Cherubini, Rodolphe Kreutzer et Ferdinando Paër (1821)
- Un caprice de femme (1834)

## Discographie
- Trois grandes sonates pour le piano-forte (Vienne 1815-20), Andrea Di Renzo (sd - Stradivarius STR 33535)